# Pandea cleodorae
Pandea cleodorae är en nässeldjursart som beskrevs av Gegenbaur 1854. Pandea cleodorae ingår i släktet Pandea och familjen Pandeidae. Inga underarter finns listade i Catalogue of Life.